# Telmo Vergara
Telmo Dias de Castro Vergara (Porto Alegre, 18 de outubro de 1909 — Porto Alegre, 12 de dezembro de 1967) foi um escritor brasileiro. É considerado um dos maiores expoentes da literatura gaúcha entre as décadas de 1930 e 1950, alcançando repercussão nacional. Teve textos publicados pelas principais casas editoriais do Brasil na época, como a Schmidt, José Olympio e Globo. Escreveu romances, novelas, poesias e peças de teatro, no entanto, destacou-se como contista.

## Biografia
Telmo Vergara era filho de Oswaldo Vergara, um dos mais conhecidos advogados da região, e Isabel Dias de Castro Vergara. Seus estudos iniciais foram todos realizados na cidade de Porto Alegre, onde obteve o bacharelado em Direito pela Faculdade de Direito de Porto Alegre em 1931. Na mesma época, fez parte da primeira turma do curso superior de Administração e Finanças da Faculdade de Ciências Políticas e Econômicas, fundada em 1931 pelos Irmãos Maristas, que logo viria a se transformar na Pontifícia Universidade Católica do Rio Grande do Sul. Foi casado com Lea Galvão Vergara.
As ocupações de Vergara eram diversas. Além de escritor, atuou também como  advogado na capital gaúcha, como funcionário público estadual no Departamento das Municipalidades, como auditor do Conselho Administrativo do Estado e do Conselho Superior de Polícia, e como auditor-chefe do Tribunal de Contas do Rio Grande do Sul. Era também barítono, tendo participado de diversas óperas apresentadas no Teatro São Pedro. Telmo Vergara morreu de forma precoce, aos 58 anos de idade, vítima das consequências da Doença de Parkinson. Está enterrado no Cemitério da Santa Casa de Misericórdia, em Porto Alegre.

## Carreira literária

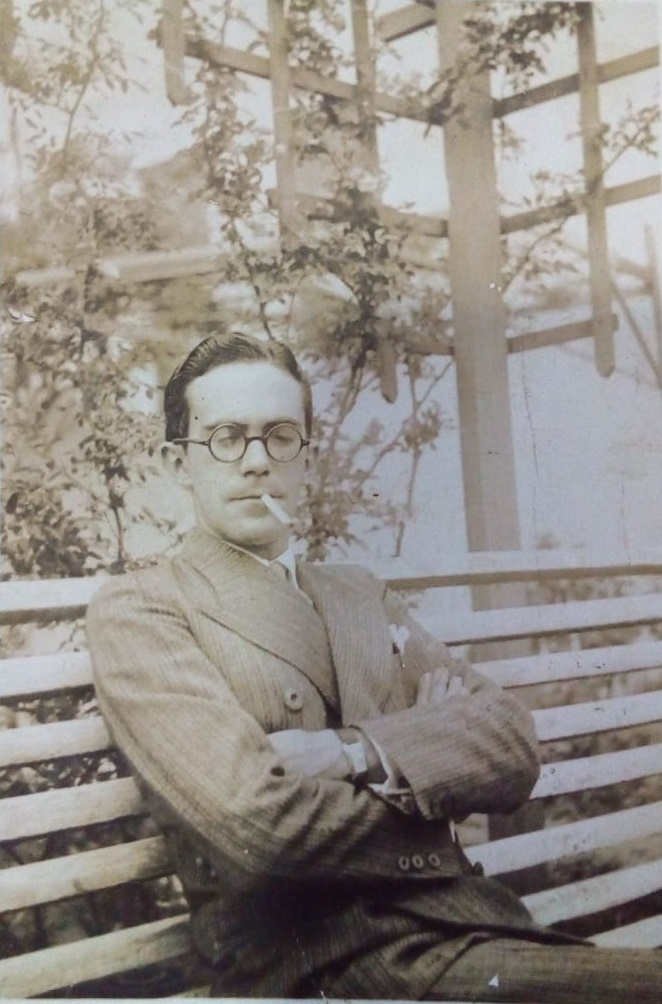
Fotografia Telmo Vergara na sua chácara, em Belém Velho.

Telmo Vergara começou a escrever bastante cedo, publicando seus primeiros contos e poemas no Correio do Povo, quando possuía cerca de 20 anos. Em 1930, publicou seu primeiro livro, intitulado Na Platéia, uma coletânea de contos publicada pela editora da Livraria do Globo. Nesta obra, o autor relacionou o cotidiano da cidade e a modernização urbana a temas da mitologia grega. Em seguida, publicou uma novela, O Moço Que Via Demais (1931), recebida com grande aclamação pela editora, que se pronunciou na Revista do Globo para incentivar a promissora carreira do jovem escritor. Em 1932, publicou sua primeira experiência na área do teatro, uma peça intitulada Uma Hora na Lua - Teatro Quase Possível. Dois anos mais tarde, publicou Seu Paulo Convalesce, obra comentada por grandes nomes da literatura brasileira.
Em 1936, Telmo Vergara publicou seu mais conhecido livro, Cadeiras na calçada, uma coletânea de contos marcada pelo intenso retrato do cotidiano das personagens, característica já desenvolvida pelo escritor em trabalhos anteriores. Com esta obra, Telmo Vergara recebeu o prestigiado Prêmio Humberto de Campos da Editora José Olympio, concorrendo com outros 81 escritores brasileiros. O prêmio lhe conferiu visibilidade a nível nacional, fazendo o texto circular em praticamente todos os Estados do Brasil. Vergara também fez parte da Sociedade dos Homens de Letras, entidade composta pelos mais conhecidos escritores gaúchos da época, como Érico Veríssimo, Mário Quintana, Darcy Pereira de Azambuja, Coelho de Souza, Francisco Fernandes, Walter Spalding, Athos Damasceno Ferreira, Dante de Laytano, Guilhermino César, Manuelito de Ornelas, Moisés de Morais Velinho, Otelo Rodrigues Rosa, Paulo Hecker Filho, Rui Cirne Lima e outros.
A obra de Telmo Vergara não se enquadra em um gênero literário específico, tal como o Romance de 30, que prevalecia na literatura gaúcha da época. Diferentemente deste, Vergara estava especialmente interessado nos aspectos individuais e existenciais das transformações sofridas pela sociedade de sua época, e não tanto nos aspectos sociais e políticos. Em parte, é possível classificar sua obra como uma literatura intimista, visto que valorizava a introspecção e a subjetividade das personagens.

## Obra
| Coletâneas de contos - Na Platéia (1930) - Seu Paulo Convalesce (1934) - Cadeiras na calçada (1936) - 9 Histórias Tranqüilas (1938) - Histórias do Irmão Sol (1940) - Vigília de Quarentão (1956) - Contos da Vida Breve (1966) Romances - Estrada Perdida (1939) - A Lua nos Espera Sempre... (História de Beira-Mar) (1946) | Novelas - O Moço Que Via Demais (1931) - Figueira Velha (1935) Peças de teatro - Uma Hora na Lua - Teatro Quase Possível (1932) Memórias - Nascimento de um Avô (1967, inacabado/título provisório) Escritos jurídicos - Serviços Públicos e Serviços de Utilidade Pública - Distinção (1945) |